# ئی‌ام‌دی جی‌پی۳۹-۲
ئی‌ام‌دی جی‌پی۳۹–۲ (انگلیسی: EMD GP39-۲) یک لوکوموتیو دیزلی ساخت شرکت جنرال موتورز الکترو-موتیو دیویژن است.
این لوکوموتیو که مابین سال‌های ۱۹۷۴ تا ۱۹۸۴ تولید می‌شده دارای ۱۲ سیلندر و ۲۳۰۰ اسب بخار توان خروجی بوده است.